# 福岡県道473号瀬戸飯塚線
福岡県道473号瀬戸飯塚線（ふくおかけんどう473ごう せといいづかせん）は、福岡県嘉穂郡桂川町から飯塚市に至る一般県道である。

## 概要
桂川町北端部の瀬戸交差点を起点とし、国道200号から分かれ筑豊本線にほぼ並行して北上し、飯塚市の旧穂波町域を抜け、飯塚市中心部の東町交差点が終点となる。ほぼ全区間にわたり沿線は住宅地・商店街となっており、当道路沿いに旧穂波町役場の飯塚市役所穂波支所が立地する。

### 路線データ
- 起点：福岡県嘉穂郡桂川町大字瀬戸（瀬戸交差点、国道200号交点）
- 終点：福岡県飯塚市飯塚（国道211号交点）

## 路線状況

### 重複区間
- 福岡県道445号高田天道停車場線（飯塚市天道 地内）

### 道路施設

#### 橋梁
- 飯塚橋（穂波川）

## 地理

### 通過する自治体
- 嘉穂郡桂川町
- 飯塚市

### 交差する道路
| 交差する道路                               | 市町村名 | 市町村名 | 交差する場所 | 交差する場所      |
| ------------------------------------------ | -------- | -------- | ------------ | ----------------- |
| 国道200号                                  | 嘉穂郡   | 桂川町   | 大字瀬戸     | 瀬戸交差点 / 起点 |
| 福岡県道445号高田天道停車場線 重複区間起点 | 飯塚市   | 飯塚市   | 天道         |                   |
| 福岡県道445号高田天道停車場線 重複区間終点 | 飯塚市   | 飯塚市   | 天道         |                   |
| 福岡県道42号飯塚停車場線                   | 飯塚市   | 飯塚市   | 菰田西1丁目  | 飯塚駅前交差点    |
| 福岡県道60号飯塚大野城線                   | 飯塚市   | 飯塚市   | 飯塚         | 飯塚橋北交差点    |
| 国道211号                                  | 飯塚市   | 飯塚市   | 飯塚         | 終点              |

### 沿線
- 福北ゆたか線 天道駅
- 飯塚市役所穂波支所
- 飯塚市地方卸売市場
- 飯塚図書館
- 嘉穂劇場